# سيرتسيل
سيرتسيل هي قرية تقع في إقليم ياش في رومانيا.